# Giornata mondiale della meteorologia
La Giornata mondiale della meteorologia è stata istituita nel 1961 per celebrare la nascita dell'Organizzazione Meteorologica Mondiale (OMM) il 23 marzo 1950. 
La giornata evidenzia anche il contributo dei Servizi Meteorologici e Idrologici Nazionali i quali si occupano della sicurezza e del benessere della società.
L'OMM propone ogni anno un tema per la Giornata, e questo giorno viene celebrato in tutti i paesi membri. Anche la Giornata mondiale della meteorologia delle Nazioni Unite (ONU) si celebra annualmente il 23 marzo. Per questa occasione vengono organizzate molte attività ed eventi diversi.

## Contesto
La Giornata mondiale della meteorologia si caratterizza per vari eventi come conferenze, simposi e mostre per professionisti della meteorologia, leader della comunità e pubblico in generale. Alcuni eventi mirano ad attirare l'attenzione dei media per aumentare il valore della meteorologia nella società. Molti premi per la ricerca meteorologica sono presentati o annunciati in prossimità della Giornata mondiale della meteorologia. Questi premi includono:
- The International Meteorological Organization Prize.
- Premio Dr. Vilho Väisälä
- Il premio internazionale Norbert Gerbier-Mumm

Molti paesi emettono francobolli o marchi speciali di annullamento del francobollo per celebrare la Giornata mondiale della meteorologia. Questi francobolli riflettono spesso il tema dell'evento o segnano le conquiste della meteorologia di un paese.

## Temi della Giornata mondiale della meteorologia

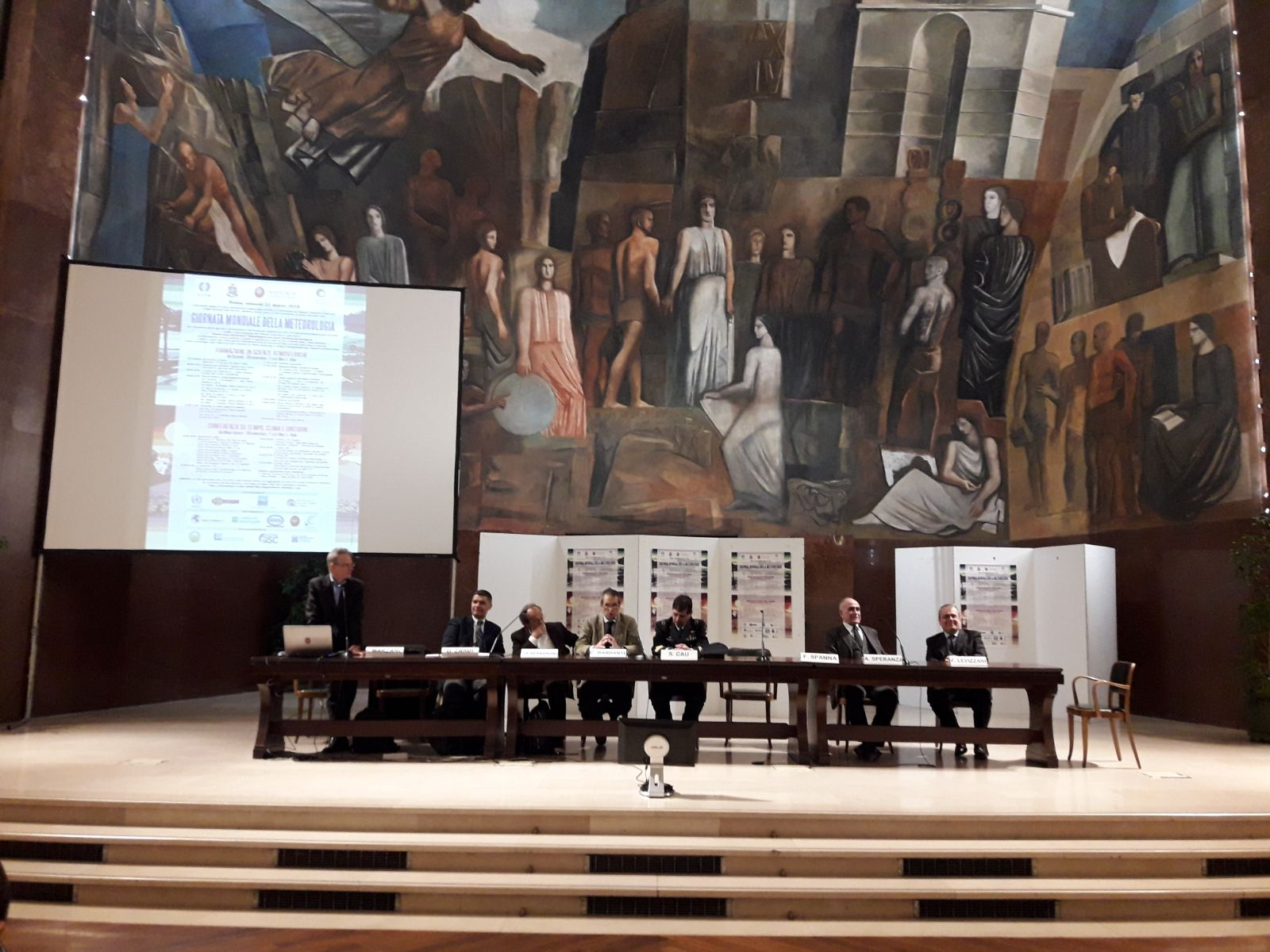
Celebrazione della GMM 2018 all'Università "La Sapienza" in Roma - per gentile concessione dell'Aeronautica Militare Italiana

Gli ultimi temi della Giornata mondiale della meteorologia sono stati: 
- "Closing the early warning gap together"(2025) [11]
- "At the Frontline of Climate Action" (2024) [12]
- "The Future of Weather, Climate and Water across Generations" (2023) [13]
- “Early Warning and Early Action - Hydrometeorological and Climate Information for Disaster Risk Reduction" (2022) [14]
- "The ocean, our climate and weather" (2021), in concomitanza con il lancio delle Nazioni Unite della decade dell'Oceanografia per la Sostenibilità [15]
- "Climate and Water" (2020), la quale si allineerà con il tema della Giornata mondiale dell'acqua 2020, focalizzandosi su cambiamenti climatici e acqua [16]
- "The Sun, the Earth and the Weather" (2019) [17][18]
- "Weather-ready, climate-smart" (2018) [19][20][21]
- "Understanding clouds" (2017)  [22][23]
- "Hotter, drier, wetter - Face the future" (2016)
- "Climate Knowledge for Climate Action" (2015)
- "Weather and Climate: Engaging youth" (2014)
- "Watching the weather to protect life and property: Celebrating 50 years of World Weather Watch" (2013)
- "Powering our future with weather, climate and water"  (2012)
- "Climate for you" (2011)Libretto della XXVI Giornata Meteorologica Mondiale (1986)

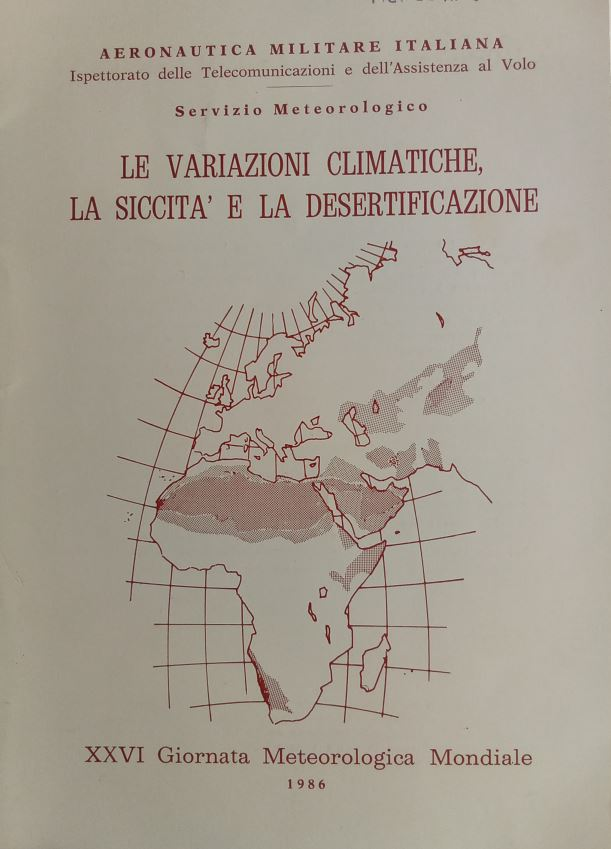
Libretto della XXVI Giornata Meteorologica Mondiale (1986)

- "60 years of service for your safety and well-being" (2010)
- "Weather, climate and the air we breathe" (2009)
- "Observing our planet for a better future" (2008)
- "Polar meteorology: Understanding global impacts" (2007)
- "Preventing and mitigating natural disasters" (2006)
- "Weather, climate, water and sustainable development" (2005)
- "Weather, climate, water in the information age" (2004)
- "Our future climate" (2003)

Un nuovo tema è proposto ogni anno per la Giornata mondiale della meteorologia.